# Xung đột Đại học Trung văn Hồng Kông
Xung đột tại Đại học Trung văn Hồng Kông năm 2019 (tiếng Trung: 中大衝突) là một cuộc xung đột trong một loạt các cuộc biểu tình ở Hồng Kông năm 2019. Khi những người biểu tình làm gián đoạn giao thông để tạo điều kiện cho một cuộc tổng đình công vào ngày 11 tháng 11, những người biểu tình bên trong Trường Đại học Trung văn Hồng Kông (CUHK) đã ném các vật thể lên đường ray gần nhà ga Đại học, và bắt đầu đụng độ với cảnh sát. Trong khi đó, cảnh sát đã bắn các hộp hơi cay vào khuôn viên trường. Ngày hôm sau chứng kiến hai nhóm đụng độ nhau trong gần một ngày, cảnh sát xông vào khuôn viên trường để tiến hành bắt giữ, trong khi những người biểu tình đáp trả lại bằng cách ném bom xăng. Cuộc xung đột leo thang thành các cuộc biểu tình rộng khắp ở nhiều vùng của Hồng Kông trong nỗ lực đánh lạc hướng sự chú ý của cảnh sát. Ít nhất 70 sinh viên bị thương.
Người biểu tình đã ở trong trường đại học một khoảng thời gian ngắn từ ngày 13 đến 15 tháng 11 và thiết lập các chướng ngại vật và vũ khí tạm thời trong khuôn viên trường đại học. Các sinh viên đại học khác cũng rào chắn trường học của họ sau cuộc bao vây. Phần lớn những người biểu tình rời khỏi trường vào ngày 15 tháng 11, một số người rời Trường Đại học Bách khoa Hồng Kông, nơi bị cảnh sát bao vây vào ngày 17 tháng 11.
Cảnh sát đã bị chỉ trích vì xông vào khuôn viên trường đại học, mặc dù cảnh sát đã bào chữa cho hành động này và nói khuôn viên trường là một "nhà máy vũ khí". Cuộc xung đột này tương tự với Phong trào dân chủ tháng Sáu ở Hàn Quốc, nơi những người biểu tình từ Đại học Yonsei đã đụng độ với cảnh sát vào năm 1987.

## Bối cảnh
Khi số lượng các cáo buộc Cảnh sát Hồng Kông trong một loạt các cuộc biểu tình năm 2019 tiếp tục gia tăng và chính phủ tiếp tục phớt lờ năm yêu cầu của người biểu tình, bạo lực từ cả người biểu tình và cảnh sát đã leo thang đáng kể. Châu Tử Lạc (Chow Tsz Lok) đã chết sau khi rơi xuống trong một bãi đậu xe ở Sheung Tak Estate, Tướng Quân Áo, dẫn đến sự tức giận lan rộng ở Hồng Kông. Trong khi nguyên nhân cái chết của anh ta vẫn chưa được xác định, những người biểu tình đã cáo buộc cảnh sát cản trở các nhân viên y tế, dẫn đến việc điều trị bị chậm trễ. Cư dân mạng bắt đầu kêu gọi một cuộc đình công chung, sẽ được tạo điều kiện bởi sự tắc nghẽn giao thông trong giờ cao điểm. Người biểu tình gọi chiến dịch này là "Chiến dịch Bình minh". Ngoài ra, người biểu tình bên trong Đại học Trung văn Hồng Kông cũng tham gia làm tê liệt giao thông.

## Hậu quả
Khi những người biểu tình đụng độ với cảnh sát tại CUHK, những người biểu tình khác cũng đã rào chắn các trường đại học khác, bao gồm Đại học Baptist Hồng Kông, Đại học Thành phố Hồng Kông và Đại học Hồng Kông. Ngoài ra, nhiều người biểu tình rút khỏi CUHK đã di chuyển đến tham gia cùng với những người biểu tình ở bên trong Đại học Bách khoa Hồng Kông. Người biểu tình ở lại trường Đại học Bách khoa bắt đầu đụng độ với cảnh sát vào ngày 17 tháng 11. Khuôn viên của ngôi trường sau đó đã bị cảnh sát bao vây và chặn tất cả các lối ra, có ít nhất 500 người biểu tình bị mắc kẹt trong trường đại học. Trong khi một số người đầu hàng, nhiều người khác bao gồm cả những người bị thương đã ở lại trong khuôn viên trường mà không được chăm sóc y tế trong nhiều ngày. Cuộc bao vây là cuộc đối đầu dài nhất từng xảy ra kể từ khi các cuộc biểu tình bắt đầu vào tháng 6, và được xem là một thất bại cho người biểu tình khi cảnh sát bắt giữ hơn 1.000 người trong cuộc bao vây.

## Phản hồi
Các học giả từ Liên minh Học giả vì Tự do Học thuật đã lên án các hoạt động của cảnh sát trong khuôn viên trường đại học, gọi họ là "bất hợp pháp". Theo một số sinh viên Hàn Quốc, cuộc bao vây CUHK đã lặp lại Phong trào dân chủ tháng Sáu, nơi mà những người biểu tình từ Đại học Yonsei đã đụng độ với cảnh sát vào năm 1987. Phe dân chủ đã đưa ra tuyên bố yêu cầu hỗ trợ cấp quốc tế  để cứu các sinh viên  và để tránh sự lặp lại của vụ xô xát ngày 4 tháng 6. Tuyên bố trên chỉ trích hành động của cảnh sát trên cầu số 2, cảnh sát đã cố tình khiêu khích sinh viên và tỏ ra không sẵn lòng đàm phán. Tuyên bố cũng chỉ trích cảnh sát đã cắt nguồn cung cấp cho CUHK và cố gắng xâm chiếm trường đại học bằng cách bắn liên tục, khiến nhiều sinh viên bị thương. Phe dân chủ cũng bày tỏ sự lo lắng đối với Đặc khu trưởng Carrie Lam, và nhắc nhở các sinh viên cẩn thận và hãy tự bảo vệ mình.
Vào ngày 11 tháng 11, Chủ tịch Đoàn Sùng Trí (Rocky Tuan) đã liên lạc với cảnh sát và kêu gọi họ bình tĩnh. Các nhân viên trong trường đại học cũng khuyến khích các sinh viên rời đi. Với bầu không khí căng thẳng, văn phòng an ninh trường đại học đã cố gắng hòa giải tình hình. Tuy nhiên, một nhân viên CUHK giấu tên đã chỉ trích nhà trường về các biện pháp không phù hợp, và vì đã không yêu cầu cảnh sát rời đi. Các nhân viên cũng cho thấy sự đồng cảm và hiểu biết về hành vi của học sinh. Chủ tịch của các trường đại học công lập Hồng Kông đã đưa ra một tuyên bố chung bày tỏ sự thương tiếc đối với các khu học xá đã bị người biểu tình chiếm đóng sau "những bất đồng xã hội". Tuyên bố cho rằng những người biểu tình chiếm giữ khuôn viên không phải là "có nguồn gốc từ các trường đại học, họ cũng không thể giải quyết thông qua các quy trình kỷ luật của trường đại học" và kêu gọi chính phủ giải quyết "bế tắc chính trị và khôi phục trật tự an toàn và công cộng ngay bây giờ".
Người phát ngôn của cảnh sát trả lời rằng lực lượng này không cần mệnh lệnh để vào trường đại học theo Pháp lệnh Trật tự Công cộng. Người phát ngôn của Cảnh sát Hồng Kông cũng cảnh báo rằng các hành vi của người biểu tình là "một bước tiến gần hơn với khủng bố", và gọi CUHK là một "nhà máy vũ khí".
Vào ngày 13 tháng 11, Tổng thống Đài Loan Thái Anh Văn đã đăng trên Facebook nhấn mạnh các vụ xông vào các trường đại học của cảnh sát Đài Loan trước đây đã gây tổn hại nghiêm trọng đến quyền tự do ngôn luận. Bà cũng kêu gọi quốc tế quan tâm đến tình hình ở Hồng Kông.